# 芬蘭同性婚姻

虹色芬兰地图

芬蘭同性婚姻於2017年3月1日生效。同性婚姻法案由2014年12月12日在芬兰议会里通过，并由芬兰总统在2015年2月20日正式签署为法律。
之前自2002年起，同性伴侣可以登记为注册伴侣关系。这跟异性伴侣的婚姻有同样的权利和义务，但没有如收养权利和享有共同姓氏的权利等。

## 同性註冊伴侶
为同性伴侣而准备的注册伴侣关系法案于2001年9月28日在芬兰议会以99票赞成、84票反对通过。法律于2002年3月1日生效。只对同性伴侣实用的注册伴侣关系提供了跟异性伴侣的婚姻关系相同的权利和义务，但没有诸如收养权利和享有共同姓氏的权利等等。注册伴侣关系的登记及解散跟民事婚姻（与之相对的是教会登记的婚姻）的法律程序类似。外籍伴侣也由此享有移民芬兰的权利。
2009年5月15日，芬蘭國會以108票贊成、29票反對通過了允許同性伴侶領養对方孩子的法案。
自2017年3月1日起不再登记新的注册伴侣关系，而已经登记的注册伴侣关系可以继续存在，也可以通过申请而转为婚姻关系。

## 同性婚姻
2012年3月同性婚姻法案向议会提交，2013年2月被法律事务委员会否决。
类似法案在2013年12月收集到16万公民的支持以公民提案的名义被提交到议会。2014年6月该公民提案被法律事务委员会以10票对6票否决。同年11月20日该委员会以9票对8票的结果向议会建议否决同性婚姻，但2014年11月28日议会全体会议以105-92的投票不接受该建议。此投票结果为同性婚姻合法化铺平道路。
由于议会没有接受此建议，公民提案转交给大委员会处理。2014年12月3日大委员会以17票对8票同意公民提案。同年12月12日议会全体会议在二读中以101-90的投票通过了该公民提案。议会最终投票表决时也通过了一条声明，责令下一届内阁要在2015年提交为实施该法案而需要修改其它相关法律的提案。2015年2月20日芬兰总统签署了法案。法案定于2017年3月1日生效。
2015-2016年间两项为实施同性婚姻而需修改其它相关法律的法案先后提交至议会通过，并由总统签署，与同性婚姻法案同时生效。
一项旨在废除同性婚姻法案的公民提案在2015年3月29日开始征集签名支持。截止至2015年9月29日该公民提案征集了近11万人的签名支持，并在2016年6月22日提交至议会。2016年9月8日经过议会全体会议讨论后转至法律事务委员会处理。2017年2月15日该委员会建议议会否决该提案。在2017日2月17日议会以120-48的投票结果接受该委员会的提议，从而否决了此公民提案。
同性婚姻法由此在预期中于2017年3月1日生效。芬蘭成为斯堪地那維亞地區中最后一個同性婚姻合法化的北歐國家，在歐洲地區中为第十一個，同时為全世界第17個將同性婚姻合法化的國家。